# Blanche Arundell
Lady Blanche Arundell, född 1584, död 1649, var en engelsk hovfunktionär. 
Hon var hovdam till Englands drottning Anna av Danmark 1603-1619. 
Hon är känd för sitt försvar av Wardour Castle mot puritanerna under engelska inbördeskriget 1643.